# ¿Sabes más que un niño de primaria? (Perú)
¿Sabes más que un niño de primaria? fue un programa de televisión que consistía en un concurso de preguntas, es la versión peruana del programa estadounidense Are You Smarter Than a 5th Grader? de FOX. Producido por GV Producciones y transmitido los días domingo a las América Televisión

## Mecánica del concurso
En un escenario que recrea el aula de un colegio, en el cual un concursante tendrá que contestar, de manera individual, 10 preguntas que abarcarán las diferentes materias que se imparten en primaria (de segundo a sexto). Con cada pregunta contestada correctamente el concursante irá acumulando dinero. Además, tendrá la posibilidad de leer las preguntas antes de decidir si quiere seguir adelante y poner en juego lo conseguido hasta ese momento o retirarse y llevarse el dinero acumulado. Si abandona el concurso el concursante tendrá que reconocer ante la cámara: "¡No sé más que un niño de primaria!".
El concursante podrá recurrir en tres ocasiones a la ayuda de los niños, 5 pequeños de entre 8 y 10 años que representan a "la clase". Matías, Tania, Alexus, Osiris y Alessandra. Los chavales contestarán a las preguntas a la vez que el participante y este podrá consultar sus respuestas haciendo uso de sus 3 comodines: "ver", "copiar" y "salvar".
Ver: El concursante podrá echar un vistazo a las respuestas de uno de los niños de "La clase". Podrá optar por esa respuesta vista o dar otra que considere más acertada.
Copiar: El concursante puede recurrir a uno de los niños de "La clase", pero no podrá escoger. Si opta por este comodín la respuesta final será la que haya escrito el pequeño.
Salvar: Este comodín se activa automáticamente si el concursante da una respuesta incorrecta. Si el niño escogido tiene la respuesta correcta a la pregunta, el concursante "se salva".
Una vez agotados los comodines, el concursante ya no podrá consultar a los niños y tendrá que seguir él sólo, aunque se podrá retirar y llevarse a casa el dinero acumulado.

### Premios
| Pregunta | Monto      |
| 10       | S/. 15 000 |
| 9        | S/. 12 000 |
| 8        | S/. 10 000 |
| 7        | S/. 8 000  |
| 6        | S/. 5 000  |
| 5        | S/. 3 000  |
| 4        | S/. 800    |
| 3        | S/. 500    |
| 2        | S/. 300    |
| 1        | S/. 100    |

## Asignaturas
Los concursantes tienen que elegir la asignatura de la pregunta que se les vaya a formular, pudiendo elegir, entre: Matemáticas, Lenguaje, Geografía, Literatura, Anatomía, Gramática y Ortografía, Ciencias Naturales, Historia del Perú, Educación Cívica, Geografía, Arte o Música. Las asignaturas están presentadas de acuerdo al grado de enseñanza (de segundo a sexto).